# Костянтин Мигалевський
Мигалевський (Мігалевський, Могилевський, Магилевський, Михалевський, Мигалевич, Волошин) Костянтин (Константій) (нар. пер. пол. XVII ст. — пом. після 1678) — козацький військовий та державний діяч, корсунський, подільський, лисянський та паволоцький полковник.

## Життєпис

### Походження та ранні роки
Народився Костянтин Мигалевський, очевидно, в першій половині XVII століття. За його власним зізнанням, даним 4 (14) лютого 1667 року в Малоросійському приказі у Москві, він — грек, родом з острова («города») Хіоса, син купця («гостин»). За однією з версій, прізвище Мигалевський (Михалевський) походить від ім'я батька Костянтина — звідси й Михалевський. За іншою версією, прізвище Мигалевський (Могилевський) походить від назви міста Могилів, з яким була пов'язана діяльність Костянтина. 
Після смерті батьків він більше 15 років перебував на службі рейтарським хорунжим і поручиком у «мультянського» господаря Матвія. По смерті останнього рік прожив біля Єрусалима, а згодом входив до супроводу антіохійського патріарха Макарія під час його подорожі через українські землі до Москви 1654 року. Коли ж патріарх повертався з Москви через ті ж землі (1656 р.), Костянтин залишився «в малороссийских городех и учал служить великому государю (московському цареві) при Богдане Хмельницком».
Дослідник С. Коваленко висуває свою версію походження Мигалевського. Він указує на наявність у Реєстрі Війська Запорозького 1649 року Івана Мигалевського, записаного у складі Ямпільської сотні Брацлавського полку п'ятим після сотника. Далі у складі тієї ж сотні є Костя, записаний до неї без зазначення прізвища. Тому, ймовірно, що це і є Костянтин Мигалевський, вписаний зі своїм батьком Іваном Мигалевським до однієї сотні. Одночасно, це може вказувати на їхню приналежність до шляхти міста Бара (можливо Ямполя) або його околиць, де тепер існує село Мигалівці, від назви якого може походити їхнє прізвище. Після скасування Брацлавського полку за умовами Білоцерківської угоди 1651 року, Костянтин Мигалевський міг виїхати до Греції, а потім знову повернутися, після чого за ним могли закріпитися прізвища (прізвиська) Гречин, Волошин тощо. Проте, Мигалевські і за походженням могли бути греками.
І. Крип'якевич наводить згадку про волохів-найманців у військах І. Виговського, очолюваних полковниками Дроздом чи Мигалевським. Керівники цих відділів спочатку самі вступали до козацького війська, а потім їхали за молдавський кордон і збирали там людей. Інколи загін приходив до України сам, непрохано, просячи «хліба».
Дослідник С. Коваленко говорить, що саме Костянтина Мигалевського під іменем Миголашко Гречин було вписано до «Списку Могилівського полку 1659 року» у складі міщан м. Могилева. Тому він міг брати участь у поході 1659-1660 років Михайла Ханенка на Бар, під час якого було складено цей список.

### Перша згадка про корсунське полковництво (1660)
Вперше в документах К. Мигалевський згадується на посаді корсунського полковника в кінці січня 1660 року. В своєму листі від 29 січня (8 лютого) 1660 року до «знатних військових товаришів» І. Левицького та Р. Бурого він наказав тим спішно прибути до табору під Білою Долиною, де їх призначають на посади сотників.

### На посаді подільського полковника (1664—1666)
В середині 1660-тих років Костянтин Мигалевський, імовірно, поселяється в Могилеві. Скориставшись протипольським повстанням 1664-65 років, він, орієнтовно, восени 1664 року набрав полк добровольців, захопив Могилів і проголосив себе «подільським полковником». На цьому уряді К. Мигалевський пробув по липень 1666 року.

#### Участь у виступі Василя Дрозденка
Згодом він приєднався до війська Василя Дрозденка (Дрозда), який аналогічно проголосив себе «брацлавським полковником», виявив свої претензії на гетьманську булаву та діяв на користь Московського царства. Під проводом В. Дрозда служило ще двоє таких же авантюрників, як Мигалевський, що йменували себе полковниками: сербин Р. Дмитрашко-Райча і ще якийсь Євтихій. В листі від 21 (31) серпня 1665 року полковника В. Дрозда до київського воєводи, князя Микити Львова, відправленому з Брацлава, сказано, що поряд з ним самим та іншими особами з козацької старшини, Костянтин готовий полягти за московського царя.
Проте, під час походу Петра Дорошенка до Брацлава на придушення виступу В. Дрозда, Костянтин Мигалевський зі своїм полком перейшов на його бік. Згодом кружляла чутка, що Костянтин схиляв і В. Дрозда зробити те саме й у скрутній для останнього ситуації переконав його здатися татарському мурзі. Цим, по суті, Мигалевський спричинився до його загибелі — мурза видав Дрозда Дорошенкові, за чиїм наказом він був розстріляний.

#### Під проводом гетьмана Петра Дорошенка
Після розправи Петра Дорошенка над В. Дроздом восени 1665 року, міщани Могилева видали Костянтина Мигалевського, як колишнього союзника В. Дрозда, гетьману. Костянтин оповідав пізніше, що пробув у Дорошенка в полоні два тижні, потім утік до Могилева, зібрав військо і бився з Дорошенком на Росаві. В дійсності було, здається, зовсім не так.
Стосунки між К. Мигалевським і гетьманом Дорошенком перед козацькою радою під Лисянкою (20 лютого ст. ст. 1666 р.) суттєво погіршилися, чим можна пояснити відсутність Мигалевського на раді й те, чому О. Гоголь фігурує на ній як подільський (або «подністрянський») полковник. Зважаючи на цю незгоду та прагнучи використати великий полковницький досвід вірного йому Гоголя, Дорошенко призначив його подільським полковником — на противагу Мигалевському, плануючи за зручних обставин формальне Гоголеве полковництво перетворити на справжнє, «територіяльне».
Протягом весни 1666 р. Мигалевський на чолі 5-тисячного війська, у складі якого, крім українців, було багато волохів, стояв у Могилеві. «Полк» Мигалевського складався з самих розбишак. Костянтинова вірність Дорошенкові тривала недовго та не була вона справжньою: не міг цей полковник забути своє двотижневе примусове перебування в полоні у гетьмана та розправу останнього над В. Дроздом.
П. Дорошенко, намагаючись уникнути погіршення стосунків із Кримським ханством і Османською імперією, вирішив зайняти нейтральну позицію, а тому заборонив К. Мигалевському направляти допомогу колишньому хану Мехмеду Ґераю, котрого султан усунув від влади. Оскільки подільський полковник підтримував ще й стосунки з агентами коронного маршалка Єжи Любомирського, який вів воєнні дії проти короля Яна Казимира й хотів завербувати до свого війська козацькі підрозділи, а також І. Брюховецьким, то гетьман наказав брацлавському полковнику слідкувати за ним «пильним оком», а в разі потреби «громити».
У середині травня П. Дорошенко робить першу спробу зібрати полки для проведення широкомасштабної операції на Лівобережжі й блокування Києва та Канева. Полковники отримали універсали з наказом прибувати на традиційне місце збору війська — річку Росаву. К. Мигалевський проігнорував розпорядження гетьмана. Як повідомляв 29 травня (8 червня) з Красного анонім, «тут теж цей Константан грек, династ, тихо сидячи в Могилеві, щось задумує, часом відзивається з своєю приязню, перестерігає, коли свавільні чати виходять». У цей період із внутрішніх проблем особливо дошкуляли П. Дорошенку дві: лютий голод, що охопив майже всю територію Правобережної Гетьманщини та спонукав її населення переселятися до Лівобережжя або шукати порятунку на Запорожжі, та позиція подільського полковника Костянтина Мигалевського, котрий відмовлявся виконувати розпорядження гетьмана.
В кінці червня — першій половині липня, після переговорів із Яном Стахурським, було вирішено, щоб основні сили українців і татар збиралися під Чигирином й готувалися до походу на Лівобережжя. Для блокування московської залоги у Києві планувалося вислати Кальницький, Паволоцький і Подільський полки до Чорногородки. 9 (19) липня з Чигирина до Білої Церкви прибула тисяча татар. Комендант посилав і до Могилева, щоб тамтешній полковник Костянтин Мигалевський зі своїм полком теж ішов у Чигирин до Дорошенка Проте, на кінець липня 1666 р. К. Мигалевський і надалі ухилявся від виконання розпоряджень.

#### Зрада Дорошенка і прийняття присяги на вірність московському царю
Коли Костянтин на межі липня-серпня з полком все ж таки попрямував до Білої Церкви, то в дорозі довідався, що Дорошенко розпорядився, аби він повернув до Чигирина, де була гетьманська ставка. Костянтин занепокоївся; занепокоєння зросло, коли він дізнався, що до нього приставлено Кальницький полк, який мав завдання забезпечити «явку» Подільського полку до Чигирина. Отримавши від П. Шереметьєва (з яким таємно листувався) гарантії безпеки, К. Мигалевський вирішив перейти на службу до царя. Як писав Костянтин у листі до царя з Гадяча 26 вересня (6 жовтня) 1666 року, він «добре довъдвшися зрадецства Дорошенка», Кальницький полк розбив, а його полковника Василя Лобойка «поймал». Імовірно, саме до цих подій відносяться згадки про Мигалевського як про керівника Кальницького полку 1666 року.
Після цього Костянтин з майже 5 тис. війська спустошив околиці Лисянки, попрямував до Канева, де було розташоване військо лівобережного гетьмана Івана Брюховецького. Дорошенкова спроба зупинити Костянтина не вдалася. Прибувши до Канева наприкінці липня або на початку серпня, останній присягнув на вірність цареві перед спеціально надісланим П. Шереметьєвим очільником московських стрільців Василем Бухвостовим. 20 (30) вересня 1666 р. Мигалевський написав листа королю про свій перехід від П. Дорошенка у підданство царю.
Петро Дорошенко після цих подій звелів арештувати вагітну дружину Костянтина й привезти її до Чигирина, але вона встигла втекти до столиці Молдови — міста Ясси. Молдавський господар надав їй село й охрестив її сина, який там народився.

### Під проводом гетьмана Івана Брюховецького
Далі К. Мигалевський вирушив на Лівобережжя, служив лівобережному гетьману І. Брюховецькому протягом 1666-1668 років як охотницький полковник. Він брав участь у придушенні Переяславського повстання, вбивав беззахисних людей і палив містечка, населення яких допомагало повстанцям. Разом із Чернігівським полком восени 1666 року здобув і зруйнував місто Бубнів, вирізав його мешканців і 700 осіб козацької залоги, присланої гетьманом Дорошенком на допомогу повстанцям, зокрема, розбив, за його власним визнанням, «полъки Чолобълюв и Голънчин» (Чорнобильця і Голюнки).
Полковник К. Мигалевський привів із Південної Київщини на Лівобережжя близько 5 тис. «задніпровських» козаків і волохів, яких І. Брюховецький спочатку розмістив на постій у Глинський повіт Лубенського полку. В жовтні 1666 р. в полку Мигалевського було вже 12 000 чоловік. Сам К. Мигалевський вирішив осісти в Переяславі. В липні 1667 року генеральний осавул Павло Костенко писав лубенському воєводі Хомі Бібікову, що гетьманським указом «велено ведать» полковнику Костянтину Мигалевському містом Глинськом і заборонив Бібікову там збирати податі на царя.
16 (26) жовтня 1666 року полку Мигалевського «велено» було «стоять в Черниговском уезде в селех и деревнях для прокормления», тобто на теренах Чернігівського та Ніжинського полків. Постій Костянтинового полку на Лівобережжі завдавав чимало клопоту місцевій козацькій і московській адміністрації. Полчани чинили «великие обиды» населенню. Прикладом є ситуація в січні 1667 р., коли Мигалевський взяв з міста Мени «жестокую стацию» — з 20 міщан 40 талярів та 30 осьмачок вівса. На тиждень призначалося стації 40 талярів, 60 осьмачок вівса, сіна та 400 золотих.
Відносини з гетьманом Брюховецьким у Костянтина Мигалевського також, очевидно, не склалися. Він написав донос царю на гетьмана, звинувачуючи того, що «без престанно живет в дому свом на покое, а промислов над неприятилем не чинит». У січні 1667 р. вже І. Брюховецький доносив у Москву, що Костянтин намагався накликати татар «в малороссийские городы» і все де козаки Константинова полка говорят: толко б де Татаровя были в малороссийских городех, и нам бы де была великая добычь". Тоді ж гетьман відправив Костянтина до Москви, щоб там було вчинено йому допит.

#### Поїздка до Москви
Костянтин Мигалевський разом з Яковом Лизогубом вирушили до Москви. Вони мали, зокрема, передати цареві двох язиків, узятих у полон роз'їздом під Чигирином, а ті мали розказати про кривди, які польські жовніри чинили козакам у цьому місті. Посли мали передати також листа чигиринського коменданта та поінформувати про двохтисячну орду, яка прийшла під Чигирин на Свят-вечір; про те, що брат правобічного гетьмана Андрій невідомо як вийшов з полону разом з польськими в'язнями й нині уже перебуває в Чигирині та в усьому допомагає брату; про те, що в полку Мигалевського є осавул Остап Лабенко, зять Тимоша Носача; про нещирість ніжинського полковника Матвія Гвинтовки й Квітки, котрий минулого року ходив під Чигирин і, під час штурму, покинувши московський табір, пішов на Канів. Посли повідомили, що в Торговиці з ініціативи Дорошенка та хана почали карбувати срібну монету. Виклавши новини, посли перейшли до головного: просили царську допомогу проти Чигирина, але безуспішно.
Костянтин 4 (14) лютого 1667 року в Малоросійському приказі категорично заперечував свої зв'язки з татарами та всі інші обвинувачення з боку І. Брюховецького та Р. Дмитрашка-Райчі. Цікаво, що під час допиту він стверджував, що «грамотѣ де онъ не умѣетъ». Зберігся лист, який написав Костянтин в лютому з Москви до свого полку, в якому він дорікає своїм людям за вчинені ними безчинства, забороняє їм надалі їх чинити — інакше чекають на них тяжкі покарання. Йому у Москві вдалося виправдатися, «царь пожаловал его у дворяне с придачей 40 соболей».
Під час перебування Мигалевського у Москві, його полк, що відзначився своїми грабежами та іншими злодійствами, було розпущено генеральним осавулом Павлом Костянтиновим: лівобережців він повернув до їхніх домівок, а правобережців розподілив по полкам. 2 (12) червня 1667 р. посланець І. Брюховецького, осавул Федір Донець, «который был на кошю в Запорогах», «сказывал словесно» у тому ж приказі: «ныне на кошю войска собралось перед прежними годами много, а болшая де половина казаков тое стороны Днепра тех, которые пришли на сю сторону Днепра с полковником Констянтием».
По приїзду з Москви, К. Мигалевський «закріпився» у складі вищої козацької старшини Лівобережжя, свідченням чого є, зокрема, те, що десь навесні 1668 р. він («Костянтий») був (як полковник?) серед частини старшини, присутньої на обіді в Ніжині у мстиславського єпископа Мефодія. Цікаво, що ще 1667 року патріархи александрійський та антіохійський наклали прокльон на гетьмана І. Брюховецького за пограбування ним майна К. Мигалевського.

### Повернення на Правобережжя під реґімент П. Дорошенка
Після невдалого антимосковського повстання та загибелі гетьмана І. Брюховецького, влітку-восени 1668 року Костянтин Мигалевський, випросивши, ймовірно, прощення гетьмана Петра Дорошенка, повернувся до Могилева.

#### Другий період на посаді подільського полковника (1671—1673)
Влітку 1671 року Костянтина Мигалевського було призначено подільським полковником. На цьому уряді він пробув по березень 1673 року з перервами. Джерела називають його Костянтином Волошином, проте ряд дослідників ототожнюють його з Костянтином Мигалевським.

##### Захист Могилева восени 1671
Під час воєнних дій Яна Собеського в Подільському воєводстві, напередодні його наступу на Могилів як центр полку, в місті перебували і Костянтин як подільський полковник, і Гоголь — мабуть, як наказний гетьман, і полковник І. Кияшко. Собеський вважав за потрібне у вересні 1671 року привернути на свою сторону полковника Костянтина (Konstantego) через надання йому польської шляхетської гідності (нобілітування) й «іншими королівськими обіцянками». Проте сподівання стосовно Костянтина виявилися марними.
Коронне військо підійшло до Могилева. Під час облоги міста, щоб зламати його захисників, Я. Собеський спеціально протягом трьох днів переправляв військо через багнисту греблю на р. Рів, намагаючись тим самим упевнити в'язня, якого мав намір послати зі своїм листом до міста, в наявності в нього потужної армії. Ця хитрість спрацювала — отримана інформація викликала паніку серед залоги та міщан. Отже, коли 3 (13) жовтня під стінами міста з'явився роз'їзд Я. Прушковського з Озаринців, то його прийняли за авангард польського війська. Більшість козаків і опришків (включно з О. Гоголем і Костянтином) поспішно залишили Могилів і відступили до Молдавії, а міський уряд відправив до Озаринців делегацію, засвідчуючи визнання влади короля.

##### Перебування у Молдавському князівстві
Яну Собеському невдовзі стало відомо, що Гоголь і Костянтин своїми листами повідомили, що мають намір приєднатися до військ ставленика Речі Посполитої Михайла Ханенка. Великий гетьман коронний у відповідь на це відправив обом охоронні грамоти «асекурації», щоб забезпечити їхній перехід на сторону Ханенка. Проте виявилося, що Костянтин з Гоголем своєї обіцянки не дотримали й надалі перебували у Молдавії.
У повідомленні з Кам'янця від 10 (20) березня 1672 року сказано, що Гоголь і Костянтин «вийшли з Ясс із господарем Дукою до Мультан». Невдовзі вони повернулися до Молдавського князівства. В квітні 1672 року бачимо Костянтина біля Сорок. За цей місяць збереглося кілька листів, у яких Петро Дорошенко звертається до нього з Чигирина як до полковника частини Подільського полку, зосередженої біля Сорок.
Навесні 1672 р. миргородський полковник І. Зуб'яга одержав відомість, що П. Дорошенко послав до турецького султана посла Афанасія Волошина з проханням наказати сілістрійському паші рушити з білгородськими і буджацькими татарами до Костянтина, котрий, «на сей час зостает выгнаным будучи з Могилева Поднъстрого у Волоской землъ». «Скупившися» з «индуктором» («индуктор» — уряд воєначальника в Молдавії та Волощині) Костянтином, паша повинен був піти проти Речі Посполитої й Ханенка, щоб тим самим допомогти Дорошенкові. Прохання було задоволене, проте не в повній відповідності з наміром Дорошенка: до Львова перед 3 (13) червня дійшла звістка, що «відомий» козацький полковник (colonel) Костянтин, в недавньому комендант Могилева і Рашкова, з двома тисячами турків, даними йому згаданим пашею, і «стількома ж волохами і козаками» зробив спробу допомогти Дорошенкові, на шляху до нього взяти, зокрема, Рашків, але Міхал Гінкул, один із «волоських» вельмож, котрі втекли під протекцію Речі Посполитої, спільно з тими, хто перебував у Рашкові, не дали здійснитися задумові Костянтина — він був розбитий і йому ледве вдалося врятуватися. Це стало безсумнівним успіхом Михайла Ханенка, союзником якого був Гінкул.

##### Повернення до Могилева (1672). Відновлення Подільського полку (1673)
К. Мигалевський міг повернутися до України восени 1672 року після укладення Бучацького мирного договору, за яким територія Подільського воєводства відійшла до Османської імперії.
Наприкінці січня 1673 року, на прохання П. Дорошенка, в Адріанополі був виданий султанський берат, що надавав йому в доживотнє володіння Могилів з навколишньою територією. Видача берата призвела до чергового відновлення Подільського полку, орієнтовно в лютому-березні цього року, який очолив Костянтин, повернувшись з Молдавії.
16 (26) березня 1673 р. Мигалевському з Москви була вислана царська грамота, де містилася згода взяти його з полком в московське підданство; тут він іменований «Костантий Волошин». Аналогічну грамоту тоді ж було надіслано П. Дорошенкові та 10 іншим його полковникам. Проте всі адресати цієї грамоти продовжували орієнтуватися на Османську імперію.

### Під реґіментом Михайла Ханенка
Трохи згодом, як і багато інших старшин П. Дорошенка, Костянтин Мигалевський міг вступити на службу до війська Михайла Ханенка, котрий діяв на користь Речі Посполитої. Останній з'явився на Правобережжі у квітні 1673 року, до нього знову перейшли тисячі козаків, незадоволених Дорошенком. Ханенко на чолі вірного йому війська восени 1673 року вирушив з Волині до Києва, зазнав там поразки 11 (21) вересня від військ П. Дорошенка, і в наступному році вступив на службу Московському царству. Ймовірно, Мигалевський діяв аналогічно з Ханенком.

### Під владою гетьмана Івана Самойловича

#### Паволоцьке полковництво
На Переяславській раді 17 (27) березня 1674 року, яка проголосила І. Самойловича гетьманом обох сторін Дніпра, старшина 10 правобережних полків присягнула на вірність цареві. В списках правобережних полковників, яким на початку квітня того ж року було надіслано царську грамоту, де обіцяно «хранить их в царской милости», паволоцьким полковником пойменовано Костянтина Мигалевського, котрий, очевидно, настільки встиг прислужитися І. Самойловичу, що той надав йому паволоцьке полковництво. В той час дійсним паволоцьким полковником був Яків Гамалія, котрий відмовився взяти в ній участь і подався до П. Дорошенка в Чигирин, і тому частина його полку на раді присягнула без нього. Проте, надалі згадки про Паволоцький полк під реґіментом Самойловича відсутні. Ймовірно, частину полку, яка перейшла на Лівобережжя, розподілили між іншими військовими формуваннями.

#### Корсунське (лисянське) полковництво
Наступна згадка про Костянтина Мигалевського як «корсунського полковника», очевидно, наказного від уряду І. Самойловича, стосується серпня 1674 року. Під час походу Івана Лисенка на Лисянку, Костянтина Мигалевського, було призначено «корсунським полковником» з метою наведення дисципліни та підкорення корсунчан царю й поставлено з залогою у Лисянці. Був відновлений на короткий час Лисянський полк на чолі з Мигалевським (серпень-листопад 1674). Самойлович, як і Брюховецький, призначав конкуруючого корсунського полковника, але не розміщував його в Корсуні. Натомість він використовував неіснуючий Лисянський полк як хитрість для здобуття контролю над Корсунем. Коли це не вдалося, Мигалевський був відкликаний і Лисянський полк знову зникає.
Наприкінці літа 1674 року нависла реальна загроза турецького походу на Правобережжя. 24 серпня (3 вересня) корсунський полковник К. Мигалевський повідомив І. Самойловичу, що стривожене турецько-татарським наступом населення Лисянки, «дивлячись на інші міста, що, піднявшись, залишають їх і повз нашого міста йдуть, дуже сумнівається». Він підкреслював, що не в змозі «поспільство утримувати», та просив надіслати допомогу для порятунку «людей добрих і вірних його царському пресвітлому монарху великому християнському». І, справді, Лисянка вся розбіглась, невдовзі й сам Мигалевський відступив за Дніпро у межі підмосковської Гетьманщини, а Дорошенко з ханом увійшли до порожнього міста. В. Кривошея відносить закінчення корсунського полковництва К. Мигалевського на жовтень 1675 року.

#### Подальша діяльність. Індуктор-«вивідувач»
Є згадка, що 1676 року К. Мигалевський був полковником у Юрія Хмельницького. Проте, невдовзі він знову переселяється на Лівобережжя, де згодом дістав від І. Самойловича уряди полковника та збирача індукти (індуктора). В обов'язки Мигалевського, вочевидь, також входило збирання розвідувальних даних про ситуацію на Правобережжі та повідомлення їх гетьману.
Він писав І. Самойловичу, що влітку 1676 року під Каневом і Черкасами зібралися в чеканні своєї черги на переправу тисячі правобережних селян, козаків і міщан з домашнім скарбом і худобою. Опустіли Крилів, Лисянка, місцевість навколо Канева, Черкас та інші райони Правобережного Подніпров'я.
3 (13) березня 1677 р. немирівський староста Стефан Куницький надіслав змістовне повідомлення про міжнародну ситуацію у Південно-Східній Європі лівобережному полковнику (індуктору) К. Мигалевському (зокрема, йшлося про політичну ситуацію в Речі Посполитій, Османській імперії, Угорщині, Молдавії, Волощині), який відразу ж переправив його до Самойловича, а той, у свою чергу, до московського царя. Куницький попереджав Костянтина Могилевського, що турки скоро неодмінно підуть на Чигирин.
1 (11) березня 1678 року Мигалевський повідомляв з Ніжина гетьману Самойловичу розвідувальні дані про наміри турків йти в наступ на Чигирин, про великі підготовчі роботи щодо цього походу, від грецьких купців, які нещодавно повернулися з України та Волощини. 24 березня (3 квітня) він також повідомляв гетьману про те, що Ю. Хмельницький стоїть в Сороках і плануючи йти на Немирів, збирає біля себе охочих козаків та польських жовнірів і очікує на допомогу волоського господаря.
Подальші відомості про Костянтина Мигалевського, на жаль, відсутні.

## Можливі родичі
Про нащадків К. Мигалевського згадок залишилося мало. Є дані, що його вагітна дружина встигла втекти від гніву гетьмана П. Дорошенка до столиці Молдови — міста Ясси. Молдавський господар надав їй село й охрестив її сина, який там народився 1666 або 1667 року.
Також, 1711 року в Конотопі згадується протопіп Григорій Мигалевський, який володів декількома хатами з вільними селянами та греблею в місті та селі Гути. В 1719 році він уже, очевидно, помер. Можливо, він був теж нащадком К. Мигалевського.